# Коргашино (Митищинський міський округ)
Корга́шино (рос. Коргашино) — присілок у складі Митищинського міського округу Московської області, Росія.

## Населення
Населення — 229 осіб (2010; 184 у 2002).
Національний склад (станом на 2002 рік):
- росіяни — 88 %